# فرودگاه جزیره بویگو
فرودگاه جزیره بویگو (به انگلیسی: Boigu Island Airport) یک فرودگاه همگانی با کد یاتا GIC است . این فرودگاه در کشور استرالیا قرار دارد و در ارتفاع ۳ متری از سطح دریا واقع شده‌است.